# Yongsin-dong
Yongsin-dong (koreanska: 용신동) är en stadsdel i Sydkoreas huvudstad Seoul. Den ligger i den nordöstra delen av staden i stadsdistriktet Dongdaemun-gu.